# Gabinet Baracka Obamy

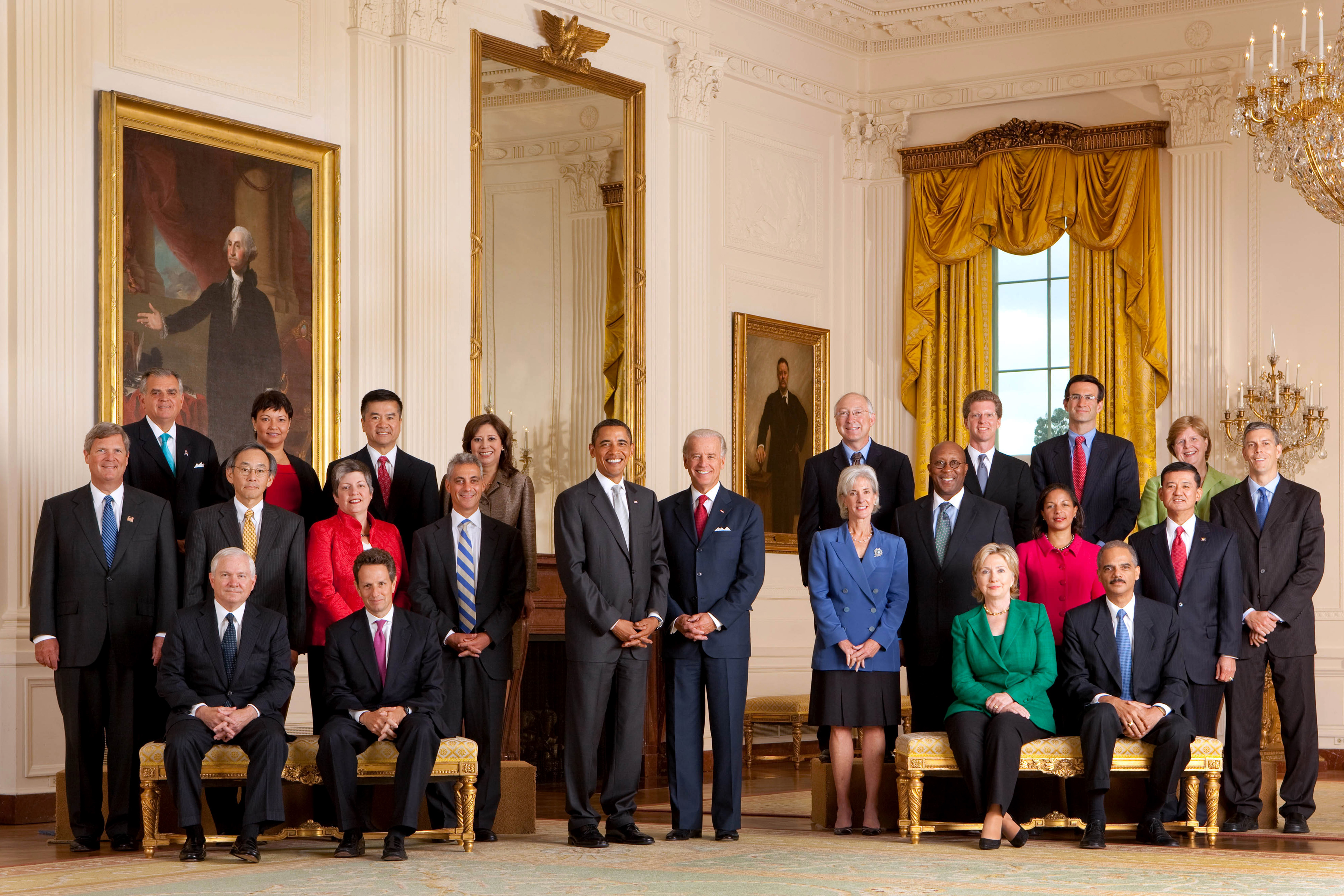
Pierwszy gabinet Baracka Obamy (2009-2013)

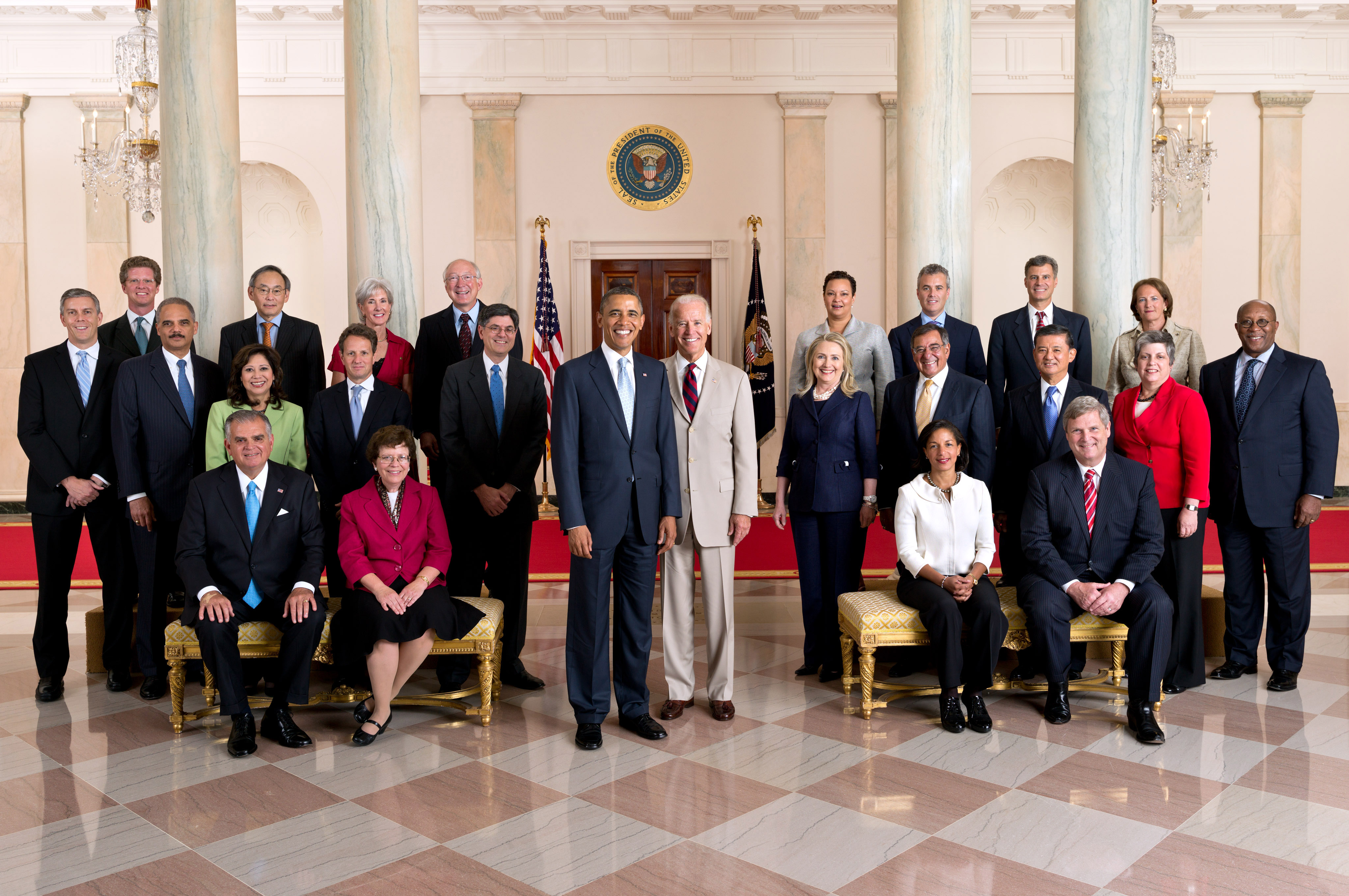
Drugi gabinet Baracka Obamy (2013-2017)

## Skład
| Herb | Funkcja/ Departament | Zdjęcie | Imię i nazwisko                                 | Kadencja         |
| Herb | Funkcja/ Departament | Zdjęcie | Imię i nazwisko                                 | Od               |
| ---- | -------------------- | ------- | ----------------------------------------------- | ---------------- |
|      | Prezydent            |         | Barack Obama                                    | 20 stycznia 2009 |
|      | Wiceprezydent        |         | Joe Biden                                       | 20 stycznia 2009 |
|      | Dyplomacja           |         | John Kerry                                      | 1 lutego 2013    |
|      | Skarb                |         | Jack Lew                                        | 27 lutego 2013   |
|      | Obrona               |         | Ashton Carter                                   | 17 lutego 2015   |
|      | Sprawiedliwość       |         | Loretta Lynch                                   | 27 kwietnia 2015 |
|      | Zasoby wewnętrzne    |         | Sally Jewell                                    | 12 kwietnia 2013 |
|      | Rolnictwo            |         | Michael Scuse (p.o)                             | 13 stycznia 2017 |
|      | Handel               |         | Penny Pritzker                                  | 26 czerwca 2013  |
|      | Praca                |         | Thomas Perez                                    | 23 lipca 2013    |
|      | Bezpieczeństwo       |         | Jeh Johnson                                     | 23 grudnia 2013  |
|      | Zdrowie              |         | Sylvia Mathews Burwell                          | 9 czerwca 2014   |
|      | Edukacja             |         | John King (do 14 marca 2016 pełniący obowiązki) | 1 stycznia 2016  |
|      | Urbanizacja          |         | Julián Castro                                   | 28 lipca 2014    |
|      | Weterani             |         | Robert A. McDonald                              | 30 lipca 2014    |
|      | Transport            |         | Anthony Foxx                                    | 2 czerwca 2013   |
|      | Energetyka           |         | Ernest Moniz                                    | 21 maja 2013     |

## Byli członkowie gabinetu
| Herb | Funkcja/ Departament | Zdjęcie | Imię i nazwisko                   | Kadencja             |                      |
| Herb | Funkcja/ Departament | Zdjęcie | Imię i nazwisko                   | Od                   | Do                   |
| ---- | -------------------- | ------- | --------------------------------- | -------------------- | -------------------- |
|      | Dyplomacja           |         | Hillary Clinton                   | 21 stycznia 2009     | 1 lutego 2013        |
|      | Skarb                |         | Timothy Geithner                  | 26 stycznia 2009     | 27 lutego 2013       |
|      | Obrona               |         | Robert Gates                      | 20 stycznia 2009     | 1 lipca 2011         |
|      |                      |         | Leon Panetta                      | 1 lipca 2011         | 27 lutego 2013       |
|      |                      |         | Chuck Hagel                       | 27 lutego 2013       | 17 lutego 2015       |
|      | Zasoby wewnętrzne    |         | Ken Salazar                       | 20 stycznia 2009     | 12 kwietnia 2013     |
|      | Handel               |         | Otto Wolff (p.o.)                 | 20 stycznia 2009     | 25 lutego 2009       |
|      |                      |         | Gary Locke                        | 25 lutego 2009       | 1 sierpnia 2011      |
|      |                      |         | Rebecca Blank (p.o)               | 1 sierpnia 2011      | 21 października 2011 |
|      |                      |         | John Bryson                       | 21 października 2011 | 21 czerwca 2012      |
|      |                      |         | Rebecca Blank (p.o)               | 21 czerwca 2012      | 1 czerwca 2013       |
|      |                      |         | Cameron Kerry (p.o)               | 1 czerwca 2013       | 26 czerwca 2013      |
|      | Praca                |         | Hilda Solis                       | 24 lutego 2009       | 22 stycznia 2013     |
|      | Bezpieczeństwo       |         | Janet Napolitano                  | 20 stycznia 2009     | 6 września 2013      |
|      |                      |         | Rand Beers (pełniący obowiązki)   | 6 września 2013      | 23 grudnia 2013      |
|      | Transport            |         | Ray LaHood                        | 22 stycznia 2009     | 2 czerwca 2013       |
|      | Energetyka           |         | Steven Chu                        | 20 stycznia 2009     | 22 kwietnia 2013     |
|      |                      |         | Daniel Poneman (p.o)              | 22 kwietnia 2013     | 21 maja 2013         |
|      | Weterani             |         | Eric Shinseki                     | 20 stycznia 2009     | 30 maja 2014         |
|      |                      |         | Sloan Gibson (pełniący obowiązki) | 30 maja 2014         | 30 lipca 2014        |
|      | Zdrowie              |         | Kathleen Sebelius                 | 28 kwietnia 2009     | 9 czerwca 2014       |
|      | Urbanizacja          |         | Shaun Donovan                     | 26 stycznia 2009     | 28 lipca 2014        |
|      | Sprawiedliwość       |         | Eric Holder                       | 20 stycznia 2009     | 27 kwietnia 2015     |
|      | Edukacja             |         | Arne Duncan                       | 20 stycznia 2009     | 1 stycznia 2016      |
|      | Rolnictwo            |         | Tom Vilsack                       | 20 stycznia 2009     | 13 stycznia 2017     |